# Satudarah MC
Satudarah MC is een multiculturele motorclub; ze werd door de Nederlandse politie en justitie beschouwd als een zogenaamde 1% outlaw motorcycle club. De club is per 18 juni 2018 verboden in Nederland. Buiten Nederland bestaat de club nog en groeit nog steeds.

## Organisatie en geschiedenis
Satudarah MC werd in 1990 opgericht door negen voornamelijk Molukse vrienden, die in de Molukse wijk in Moordrecht woonden. Zij hadden een voorliefde voor het motorrijden en noemden zich de 'erfgenamen der Molukse krijgers'. Op het beeldmerk van de club staat een Alfoerse krijger afgebeeld. Satu darah betekent in het Indonesisch/Maleis 'één bloed'. De clubkleuren zijn zwart en geel. Het logo vermeldt Maluku als eerbetoon aan de herkomst. De motorclub is sinds de oprichting in 1990 gegroeid tot 85 afdelingen wereldwijd, waarvan bijna 40 afdelingen in Nederland. In 2012 telde Satudarah MC zo'n 400 leden verdeeld over circa 20 afdelingen en had de motorclub tevens afdelingen in Duitsland en België. Tegenwoordig is Satudarah MC verder uitgebreid met afdelingen die zich bevinden in Zwitserland, Spanje, Zweden, Denemarken, Suriname, Thailand, Maleisië, Indonesië, Frankrijk, Marokko, Curaçao, Bosnië en Herzegovina en Turkije. Elke afdeling of chapter heeft een eigen clubhuis.
In de zomer van 2011 was Satudarah MC veelvuldig in het nieuws, omdat motorevenementen in Nederland werden afgelast uit vrees dat zij zouden worden gebruikt om een vete tussen Hells Angels Holland en Satudarah MC uit te vechten. Beide motorclubs spraken dit tegen en organiseerden vervolgens zelf evenementen. Het gevreesde treffen bleef uit.
Satudarah MC vestigde zich in 2012 in Antwerpen onder de naam 'Satudarah Belgium District 9'. Ze kon daarmee een concurrent worden voor Hells Angels Belgium.
In 2014 werd de Zweedse tak van Satudarah opgerold omdat alle leden werden opgepakt voor wapenbezit en drugsmisdrijven. In februari 2015 werd de motorclub door de Duitse overheid verboden, waarna een landelijke politieactie volgde met huiszoekingen en invallen in clubhuizen in onder andere Aken en Duisburg.
Op 18 juni 2018 verbood de rechtbank Den Haag Satudarah en zijn supportclubs Satudarah en Supportcrew 999 in heel Nederland in verband met de openbare orde; de rechtbank ontbond hen met onmiddellijke ingang. Ze mochten niet meer voortbestaan vanwege onder meer geweldsdelicten. In juni 2019 werd in hoger beroep het vonnis van de rechtbank bevestigd. Cassatie bij de Hoge Raad leverde geen verandering op waardoor Satudarah MC definitief verboden werd.

## Raad van 8
Satudarah MC maakte jarenlang deel uit van de 'Raad van 8', een overlegorgaan tussen alle grote motorclubs in Nederland, bedoeld om de goede verstandhouding tussen de grote clubs te bevorderen. Begin 2011 werd Satudarah uit de Raad van 8 gezet.